# Gaikotsu Kishi-sama, Tadaima Isekai e Odekakechū
Gaikotsu Kishi-sama, Tadaima Isekai e Odekakechū (jap. 骸骨騎士様、只今異世界へお出掛け中) ist eine japanische Online-Romanreihe von Ennki Hakari, die von 2014 bis 2018 erschienen ist und in mehreren anderen Medien umgesetzt wurde. Adaptionen als Manga und Anime wurden international als Skeleton Knight in Another World bekannt.

## Inhalt
Ein junger Gamer findet sich plötzlich in einer Welt wieder, die der seines liebsten Computerspiels ähnelt. Er ist ein mächtiger Ritter mit allerlei besonderen Fähigkeiten – allen, die er sich je in dem Spiel freigeschaltet hat. Doch seine Gestalt unter der Rüstung ist ein Skelett. Da diese Wesen von Menschen gehasst werden, muss er seine Identität geheim halten und seine Rüstung stets vollständig tragen. So macht er sich auf, sein Leben als Abenteurer zu verbringen und gibt sich selbst den Namen Arc Lalatoya. Aber besondere Aufmerksamkeit will er nicht auf sich ziehen, um nicht als Skelett erkannt zu werden. Er tritt der Abenteurergilde einer nahen Stadt bei und nimmt eher einfache, unauffällige Aufträge an, um sich seinen Lebensunterhalt zu verdienen. Bei einem seiner Aufträge trifft er auf einen kleinen Fuchsgeist, der verletzt ist und von ihm geheilt wird. Von da an begleitet ihn das kleine Fuchswesen, das er Ponta nennt. Bald darauf rettet Arc einige Elfen-Kinder, die von Menschen gefangen wurden, um sie zu verkaufen. Dabei macht er Bekanntschaft mit der Dunkelelfe Ariane Glenys Maple, die ihr Volk vor den Übergriffen der Menschen schützen will. Zunächst ist sie misstrauisch. Doch auch wegen der Zutraulichkeit des Fuchsgeistes fasst sie Vertrauen in Arc und bittet ihn um Unterstützung.

## Veröffentlichungen
Die von Ennki Hakari geschriebene Geschichte wurde zunächst auf der Online-Plattform Shōsetsuka ni Narō als Fortsetzungsroman veröffentlicht. Ab Oktober 2014 veröffentlichte dann der Verlag Overlap eine Umsetzung als Light Novel mit Illustrationen von KeG. Diese Fassung umfasst bisher neun Bände.
Eine Adaption als Manga, erneut geschrieben von Hakari und nun gezeichnet von Akira Sawano, wird seit Februar 2017 im Magazin Comic Gado veröffentlicht. Der Verlag Overlap brachte die Kapitel auch gesammelt in bisher 14 Bänden heraus (Stand Juni 2025). Bei Seven Seas Entertainment erscheint eine englische Fassung sowohl des Mangas als auch der Light Novel.

## Adaption als Anime
2022 entstand eine Adaption des Stoffes als Anime für das japanische Fernsehen. Die Serie wurde von Studio Kai und Hornets unter der Regie von Katsumi Ono produziert. Hauptautor war Takeshi Kikuchi. Das Charakterdesign entwarf Tōru Imanishi und die künstlerische Leitung lag bei Kenta Tsuboi. Für die 3D-Animationen war Norimitsu Hirosawa verantwortlich, für den Ton Satoshi Motoyama und für die Kameraführung war Satoshi Yamamoto zuständig.
Die 12 Folgen wurden vom 7. April bis 23. Juni 2022 von den Sendern AT-X, Tokyo MX, Sun TV und BS11 in Japan ausgestrahlt. Parallel dazu fand eine internationale Veröffentlichung unter dem Titel Skeleton Knight in Another World über die Plattform Crunchyroll statt sowie regional auf weiteren Plattformen. Auch eine deutsch untertitelte und etwas später eine deutsch synchronisierte Fassung wurde bei Crunchyroll zugänglich gemacht.

### Synchronisation
Die Synchronisation fand nach einem Dialogbuch von Daniel Gärtner unter der Regie von Jermain Meyer im Auftrag der TNT Media in Berlin statt.
| Rolle                              | japanischer Sprecher (Seiyū) | deutscher Sprecher |
| ---------------------------------- | ---------------------------- | ------------------ |
| Arc Lalatoya                       | Tomoaki Maeno                | Julian Tennstedt   |
| Ariane Glenys Maple                | Ai Fairouz                   | Moira May          |
| Ponta                              | Nene Hieda                   | Ness Gerung        |
| Chiyome                            | Miyu Tomita                  | Magdalena Höfner   |
| Yuriarna Merol Melissa Rhoden Olav | Saori Oonishi                | Sabrina Schwarz    |

### Musik
Die Musik der Serie wurde komponiert von Tsubasa Ito und eba. Das Vorspannlied ist Aa, Waga Rouman no Michi yo von PelleK und für den Abspann verwendete man das Lied Bokura ga Oroka da Nante Dare ga Itta von Dialogue+.